# Damm (Familienname)
Damm ist ein deutscher Familienname.

## Herkunft und Bedeutung
Damm kann einerseits als Toponym, also von einem Herkunftsort abgeleitet sein. Hier kann ein Ort Damm(e), ein Ort an einem Damm usw. namensgebend gewesen sein. Oder aber es beschreibt die Kurzform zum althochdeutschen Rufnamen thank für Dank, Gnade, Lohn.

## Verbreitung

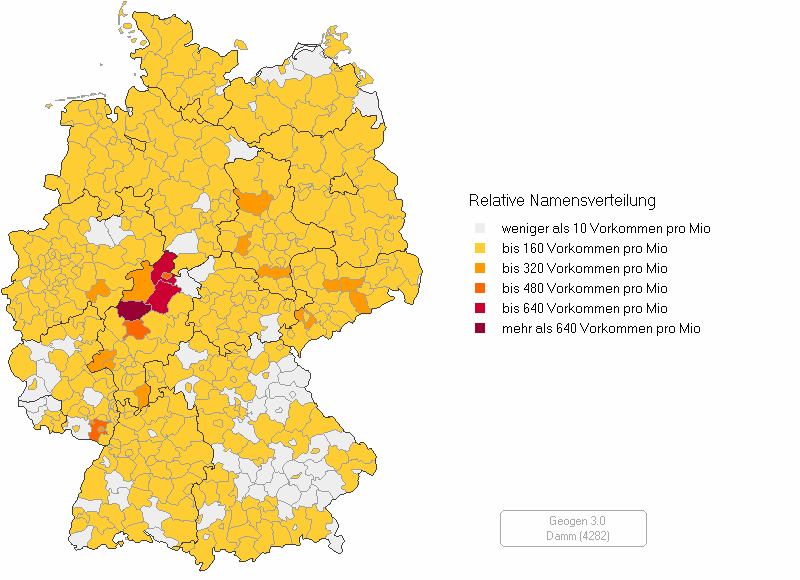
Relative Häufigkeit des Familiennamens Damm in Deutschland

Das häufigste prozentuale Vorkommen des Nachnamens Damm in Deutschland liegt mit etwa 25 % in Hessen, hier wiederum insbesondere im mittelhessischen Landkreis Marburg-Biedenkopf, gefolgt von den nordhessischen Kreisen Landkreis Kassel und Schwalm-Eder-Kreis. Weiterhin folgen die Bundesländer Nordrhein-Westfalen (etwa 20 %) sowie Sachsen (etwa 10 %).

## Varianten

### Deutschland
- Damme

### Ausland
- Dam (Familienname)

## Namensträger
- Anna Maria Damm (* 1996), deutsches Model, Youtuberin und Influencerin philippinischer Herkunft
- Antje Damm (* 1965), deutsche Autorin und Illustratorin
- Anton Damm (1874–1962), deutscher Politiker (Zentrum)
- Arvid Damm (1869–1927), schwedischer Kryptologe, Ingenieur und Erfinder
- Bernhard Damm (1930–2012), deutscher Geologe
- Bertram von Damm (* um 1495–1542), deutscher Arzt, Humanist und Dichter
- Carl Damm (Politiker, 1812) (1812–1886), deutscher Priester, Lehrer und Politiker, Mitglied der Frankfurter Nationalversammlung
- Carl Damm (Politiker, 1857) (1857–1926), deutscher Politiker (DFP, FVP, DDP), MdL Hessen
- Carl Damm (Politiker, 1927) (1927–1993), deutscher Pädagoge und Politiker (CDU), MdB
- Carlhanns Damm (1936–2017), deutscher Manager und Unternehmer
- Christian Tobias Damm (1699–1778), deutscher Theologe und Übersetzer
- Christoph von Damm (um 1510–1567), deutscher Kaufmann
- Conrad Damm (1795–1855), deutscher Schultheiß und Landtagsabgeordneter
- Daniel Damm (* 1981), deutscher Fußballspieler
- Eugen Damm (1936–2017), Pfälzer Mundartdichter
- Felix Damm (Radsportler) (* 1937), österreichischer Radrennfahrer
- Gustav Damm (1881–1949), deutsch-schweizerischer Komponist und Dirigent, siehe Wilhelm Gustav Damm
- Gustav Damm (Offizier) (1890–nach 1944), deutscher Offizier und erster Kommodore des Transportfliegergeschwaders 5 während des Zweiten Weltkrieges
- Hannes Damm (* 1991), deutscher Politiker (Bündnis 90/Die Grünen)
- Hans Damm (Politiker) (1860–1917), böhmischer Politiker des österreichischen Abgeordnetenhauses
- Hans Damm (Ethnologe) (1895–1972), deutscher Ethnologe und Museumsdirektor
- Hans Richter-Damm (1881–1937), deutscher Maler
- Hasso Damm (1928–2020), deutscher Kinder- und Jugendbuchautor
- Helene von Damm (* 1938), österreichisch-amerikanische Diplomatin
- Johann Georg Ferdinand von Damm (1717–1797), königlich preußischer Generalmajor
- Johann Otto Damm (1765–1837), preußischer Generalmajor
- Jürgen Damm (* 1992), mexikanischer Fußballspieler
- Jutta Damm-Fiedler (* 1937), deutsche Plakatkünstlerin und Grafik-Designerin
- Kurd von Damm (1862–1915), deutscher Rechtsanwalt, Politiker und Unternehmer
- Ludwig Damm (Baurat) (1880–1958), deutscher Baubeamter und Autor
- Ludwig Jakob Damm (1876–??), deutscher Baumeister
- Marcus Damm (* 1974), deutscher Psychologe, Ratgeberautor
- Martin Damm (Musiker) (* 1968), deutscher Techno-Produzent
- Martin Damm (Tennisspieler, 1972) (* 1972), tschechischer Tennisspieler
- Martin Damm (Tennisspieler, 2003) (* 2003), US-amerikanischer Tennisspieler
- Matthias Damm (* 1954), deutscher Politiker (CDU)
- Maximilian Damm (* 1989), deutscher Filmregisseur, Produzent, Autor und Journalist
- Miriam Damm (* 1983), deutsche Lichtdesignerin
- Otto Damm (1923–nach 1971), deutscher Zeichner und Karikaturist
- Peter Damm (* 1937), deutscher Hornist
- Petra Damm (* 1961), deutsche Fußballspielerin
- Rasmus Damm (* 1988), dänischer Bahnradfahrer
- Reinhard Damm (* 1943), deutscher Rechtswissenschaftler
- Renate Damm (Juristin) (* 1935), deutsche Juristin
- Renate Damm (Radsportlerin) (1947–2012), deutsche Radrennfahrerin
- Sebastian Damm (* 1995), deutscher Handballspieler
- Siegfried Damm (* 1958), deutscher Gewerkschafter und Bundesvorsitzender des Verbands Deutscher Straßenwärter (VDStra.)
- Sigrid Damm (* 1940), deutsche Schriftstellerin
- Sigrid Damm-Rüger (1939–1995), deutsche Aktivistin und Feministin sowie Autorin im Bereich Berufsbildungsforschung
- Silvana Damm (* 1994), deutsche Schauspielerin
- Susanne Damm-Ruczynski (1955–2022), deutsche Künstlerin
- Thaddäus Damm (1775–1826), Beamter während der Habsburgermonarchie
- Tile von Damm (1300–1374), Ratsherr der Stadt Braunschweig
- Tobias Damm (* 1983), deutscher Fußballspieler
- Ulrike Damm (* 1957), Autorin und Verlegerin
- Ursula Damm (* 1960), deutsche Bildhauerin
- Walter Damm (Maler) (1889–1961), deutscher Maler
- Walter Damm (Politiker) (1904–1981), deutscher Politiker
- Werner Damm (1951–2021), deutscher Sportmoderator
- Wilhelm Gustav Damm (1881–1949), Schweizer Komponist
- Willi Damm (1930–2012), deutscher Geheimdienstler, Leiter der Abteilung X des Ministeriums für Staatssicherheit